# Pluralis maiestatis
Pluralis maiestatis або pluralis maiestaticus (з лат. "множина величі") - вживання множини замість однини для підкреслення гідності, величі володаря (також: єпископа, ректора тощо), використовується правителями для позначення себе або іншими людьми для позначення правителів.
Варто підкреслити, що не кожне вживання множини по відношенню до себе є проявом pluralis maiestatis. Трапляються й протилежні випадки (pluralis modestiae), коли автор прагне применшити значення власної особи, власних заслуг в описаних подіях, зроблених висновках тощо.